# Гегемоністська система
Гегемоністська система — тип політичної системи за Джовані Сарторі. Домінування в політичному житті однієї політичної партії, та наявність слабкої, показової, контрольованої опозиції, яка має самостійну організацію, але визнає керівну роль правлячої партії. Відсутність політичної конкуренції. Державний устрій подібний до автократії. Така система існувала у соціалістичних країнах Східної Європи, деяких країнах Африки, досі існує у материковому Китаї та Північній Кореї
Гегемон -- військово-політичний діяч, що блокує дії агресивно налаштованих політиків і опозиції.

## Опис системи
Гегемоністська система вирізняється:
- наявністю декількох політичних об'єднань;
- панівним становищем однієї партії при відсутності політичної конкуренції;
- визнанням іншими об'єднаннями (союзниками) керівної ролі правлячої партії (гегемона);
- інтеграцією об'єднань-союзників у систему державної влади, здійснюваної партією-гегемоном; організаційною автономією об'єднань союзників;
- політичним режимом, близьким до тоталітарного.

Гегемоністська система була типовою у 1950—80-х роках для соціалістичних країн Східної Європи. Польський політолог А.Боднар серед причин виникнення «союзницьких партій» називає необхідність знайти "форми передачі впливу комуністичної партії на середовище, на яке для комуністів безпосередньо це зробити було важко (фермери, дрібні підприємці тощо)". Для партії-гегемона усі базові характеристики тотожні відповідним характеристикам однієї партії. Відмінності між партіями-союзниками навряд чи є сенс розглядати, оскільки в умовах відсутності міжпартійної передвиборчої боротьби вони суто абстрактні за змістом.
З точки зору стабільності та ефективності усе сказане щодо однопартійної системи в своїй основі стосується систем з партією-гегемоном. 